# Heinz Schneider (Fußballspieler, 1947)
Heinz Schneider (* 18. Juli 1947; † 4. Juni 2007) war ein deutscher Fußballspieler. Schneider absolvierte in der Saison 1967/68 für den Karlsruher SC ein Bundesligaspiel. Am 3. Spieltag wurde er im Spiel gegen Alemannia Aachen in der 76. Spielminute für Hans Cieslarczyk eingewechselt. Schneider war vom FV Lörrach zum Bundesligisten gewechselt.